# Кенни, Элизабет
Элизабет Кенни (англ. Elizabeth Kenny; 20 сентября 1880, Вариалда — 30 ноября 1952, Тувумба) — австралийская «буш-медсестра», самоучка; и писательница. Прославилась тем, что разработала собственный подход к лечению полиомиелита, который в то время вызывал ожесточённые споры, в частности, австралийский медицинский истеблишмент называл её необычные процедуры «опасными, разрушительными, дорогостоящими и жестокими». Её метод, продвигаемый на международном уровне во время работы в Австралии, Европе и США, отличался от обычного метода наложения гипсовых повязок на поражённые конечности. Вместо этого она прикладывала горячие компрессы, а затем пассивно двигала участки, чтобы уменьшить то, что она называла «спазмом». Её принципы восстановления мышц стали основой физиотерапии в таких случаях.

## Биография

### Детство и молодость
Элизабет Кенни родилась 20 сентября 1880 года в городке Вариалда (Новый Южный Уэльс, Австралия). Отца звали Майкл Кенни, он был фермером ирландского происхождения; мать — шотландка Мэри Кенни (до брака — Мур; 1844—1937). Поначалу девочка обучалась матерью на дому, но потом стала посещать школу в городке Гуйра, позднее (после переезда семьи) — в Нобби (штат Квинсленд).
В 17 лет Кенни сломала запястье, упав с лошади. Отец отвёз её к доктору Энею МакДоннеллу в город Тувумба, девушка осталась у врача на период выздоровления, и именно там заинтересовалась книгами по анатомии человека, как работают мышцы, прониклась любовью к медицине. МакДоннелл на всю жизнь остался для Кенни другом, наставником и советником.
Вскоре Кенни получила сертификат министра общественного образования в качестве преподавателя религиозного образования и начала работу в воскресной школе в городке Рокфилд. Девушка самостоятельно научилась играть на пианино, назвала саму себя «учительницей музыки» и начала «преподавать» её.
В 1907 году Кенни вернулась в Гуйру. Начала довольно успешно заниматься продажей сельскохозяйственной продукции между Гуйрой и Брисбеном. После работала поварихой при местной коттеджной больнице. Заплатила местной швее, чтобы та сшила ей униформу медсестры. Внимательно наблюдая за действиями медперсонала в больнице, сочла себя достаточно опытной, поэтому вернулась в Нобби, где предложила свои услуги в качестве «буш-медсестры». Начала работу в местной больнице, добираясь до своих пациентов в глушь пешком или верхом. В ноябре 1911 года открыла коттеджную больницу в городке Клифтон. Там она начала лечить пациентов с полиомиелитом новым способом: к напряжённым мышцам прикладывала горячие компрессы, сделанные из шерстяных одеял, и это оказалось успешным решением.

### Первая мировая война
Вскоре началась Первая мировая война, и девушка получила признание как «сестра милосердия», так как умело оказывала помощь раненым солдатам, которых перевозили грузовые суда между Англией и Австралией. Этого «титула вежливости» (англ. Sister) удостаиваются высококвалифицированные медсёстры, всего на один ранг ниже «матроны» (англ. Matron). В 1915 году Кенни отправилась медсестрой-добровольцем в Европу. У неё не было никаких документов, подтверждающих квалификацию, но медсёстры в то время были крайне необходимы, поэтому Кенни назначили работать на «Тёмных кораблях» — тихоходных транспортах, которые курсировали с выключенным светом между Австралией и Англией, перевозя военные товары, здоровых и раненых солдат. Кенни выполняла эту опасную работу на протяжении всей войны, совершив 16 кругосветных плаваний (плюс одно кругосветное плавание через Панамский канал). 1 ноября 1917 года она официально получила титул «Сестра», что в Корпусе медсестёр соответствует званию «первый лейтенант». В конце войны несколько месяцев служила «матроной» в госпитале под Брисбеном. В марте 1919 года Кенни была с почётом уволена в запас и получила пенсию.

### После войны
После войны Кенни вернулась в Нобби, где открыла «временную больницу» в связи с начавшейся пандемией испанского гриппа. В 1920-х годах усовершенствовала носилки для переноски больных, и, запатентовав их в 1927 году, под брендом «Носилки Сильвия» успешно продавала их как в Австралии, так и в Европе и США; все вырученные от этого средства она передавала Ассоциации сельских женщин.
В апреле 1925 года Кенни стала первым президентом филиала Ассоциации женщин Квинсленда в Нобби.
В 1935—1940 годах Кенни много путешествовала по стране, открывая новые больницы, а также совершила два путешествия в Англию.
В 1940 году правительство Нового Южного Уэльса отправило Элизабет и её приёмную дочь Мэри (которая к тому времени тоже стала достаточно профессиональной медсестрой) в командировку в США для показа своего метода лечения полиомиелита американским врачам. Кенни с почётом встретили в Клинике Мейо (один из крупнейших частных медицинских и исследовательских центров мира) в городе Рочестер (штат Миннесота). Впечатлённые врачи уговорили Элизабет и Мэри остаться в США, им выделили квартиру в Миннеаполисе, а спустя несколько лет правительство города подарило женщинам дом. В Миннеаполисе Кенни прожила до 1951 года. За это время по всей Америке было открыто несколько центров лечения Кенни, наиболее известным из которых является «Институт сестры Кенни» в Миннеаполисе (открыт 17 декабря 1942 года; ныне называется «Реабилитационный институт Мужественной Кенни»). Получила несколько почётных степеней от Ратгерского и Рочестерского университетов. Была приглашена на ланч к президенту США Франклину Рузвельту, чья паралитическая болезнь, как полагали, была вызвана полиомиелитом. В 1951 году Кенни возглавила список Института Гэллапа «Самые почитаемые мужчины и женщины», сместив Элеонору Рузвельт. Для поддержки её работы в США, в Миннеаполисе был создан «Фонд сестры Кенни». В феврале 1950 года президент США Гарри Трумэн подписал закон, позволяющий Кенни въезжать в США и покидать их по своему желанию без визы — ранее подобной чести удостаивался лишь один человек, француз Жильбер Лафайет, герой Войны за независимость США.

### Последние годы и смерть
Последние годы жизни Кенни провела в путешествиях по Америке, Европе и Австралии, стремясь добиться признания своего метода. Она безуспешно пыталась убедить медицинских исследователей по всему миру согласиться с ней в том, что полиомиелит является «системным заболеванием». К тому времени Кенни страдала болезнью Паркинсона, но нашла силы, чтобы в Мельбурне встретиться с известным вирусологом Фрэнком Бёрнетом. Позднее в автобиографии он написал об этой встрече: «Она обработала больше случаев, чем кто–либо другой в мире — она назвала точное число, 7828… Сейчас она почти забыта миром. Но от неё веяло величием, и я никогда не забуду этой встречи».
Также у Кенни диагностировали церебральный тромбоз; пытаясь спасти жизнь женщины медицинский исследователь Ирвинг Иннерфилд отправил ей из Нью-Йорка в Брисбен срочной авиапочтой свой экспериментальный препарат на основе трипсина. Лекарство ввели 29 ноября 1952 года, но стадия болезни была уже крайней, и на следующий день Элизабет Кенни скончалась в больнице Тувумбы. Похоронена там же, в Тувумбе, рядом с матерью, церемонию снимали на киноплёнку (Голос Америки), чтобы показать её в других частях Австралии и в США.

## Метод Кенни
Стандартный протокол лечения того времени предусматривал для больных полиомиелитом покой и ограничение движения суставов — движение и физические упражнения считались опасными для поражённых тканей. На 6-9 месяцев, часто на год или два, прежде чем больному разрешалось двигаться, ему накладывали множество шин, гипсовых повязок или устанавливали аппарат для фиксации (брэдфордская рама, англ. Bradford Frame) поражённых органов, в том числе, конечностей, позвоночника или грудной клетки. Больные долго носили ограничивающие движение устройства во время реабилитационных упражнений и в обычной жизни.
Элизабет Кенни настаивала на том, что больным необходим энергичный массаж и манипуляции с парализованными конечностями. Уже во время первых наблюдений за ними, Кенни заметила, что в острой фазе заболевания поражённые мышцы больных были чрезмерно напряжены (она называла это явление спазмом). Кровообращение в мышцах нарушалось, они были болезненными, и медсестра считала, что следует расслаблять мышечные волокона, чтобы улучшить кровоснабжение поражённых органов. Она стала разрабатывать больные части тела, делая массаж и двигая их столько, сколько пациент мог выдержать — сначала пассивно, затем активно. Кенни полностью контролировала ход лечения, и в тех случаях, когда больной не мог терпеть боль, она немедленно прекращала физиотерапию. По сравнению с медицинским протоколом, её методы казались слишком простыми, но они были основаны на базовых подходах: тщательном клиническом наблюдении и трудоёмкой физиотерапии.

## Признание и наследие
В 1946 году в США вышел биографический фильм «Сестра Кенни», роль Элизабет Кенни исполнила Розалинд Расселл.
В 1949 году в городе Таунсвилл (Квинсленд) был открыт «Мемориал сестры Кенни» и детская игровая площадка с её именем.
5 октября 1997 года в Нобби профессором Джоном Пирном был открыт «Мемориальный дом сестры Кенни». В Тувумбе «Мемориальный фонд сестры Элизабет Кенни» предоставляет стипендии студентам Университета Южного Квинсленда, которые посвящают себя работе в сельских и отдалённых районах Австралии.

## Библиография

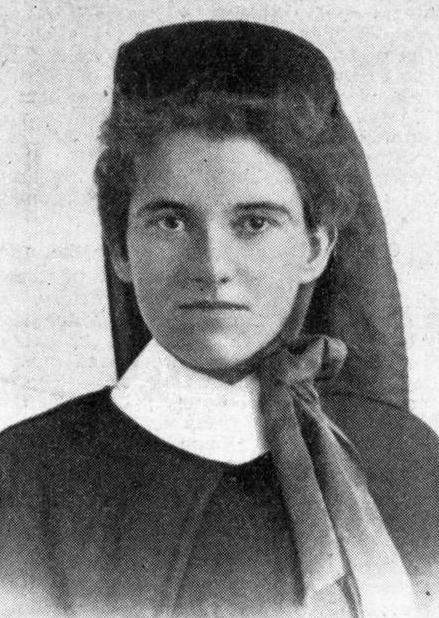
Фото 1915 года
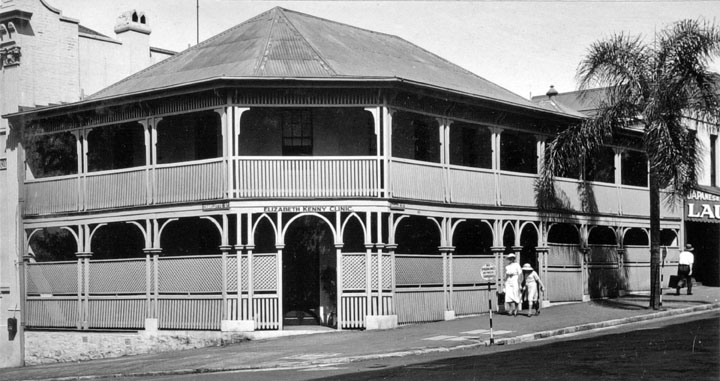
«Клиника Сестры Кенни» в Брисбене, фото 1938 года.
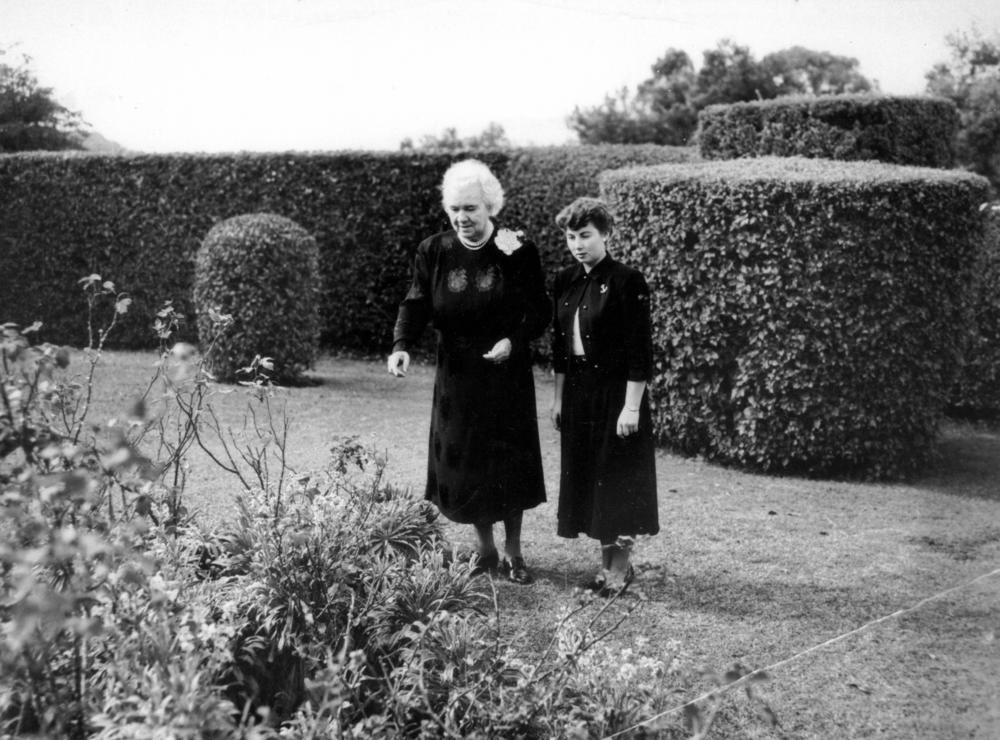
Кенни (слева) в своём саду в Тувумбе за несколько месяцев до смерти; справа — её секретарша Бетти Бреннан (позднее — Элизабет Кларк); фото 1952 года.
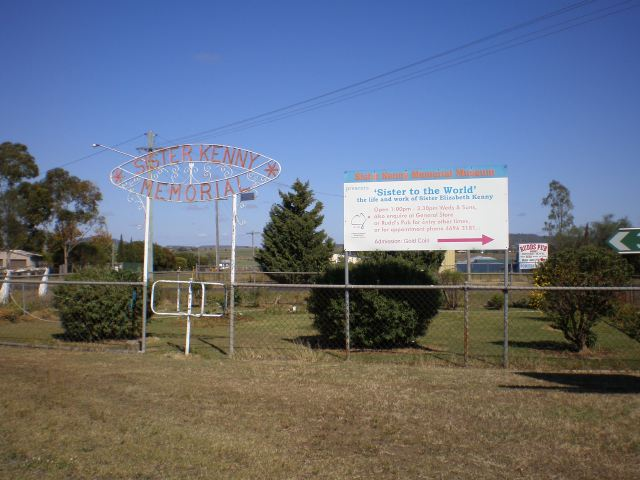
«Мемориал Сестры Кенни» в городке Нобби (Квинсленд)
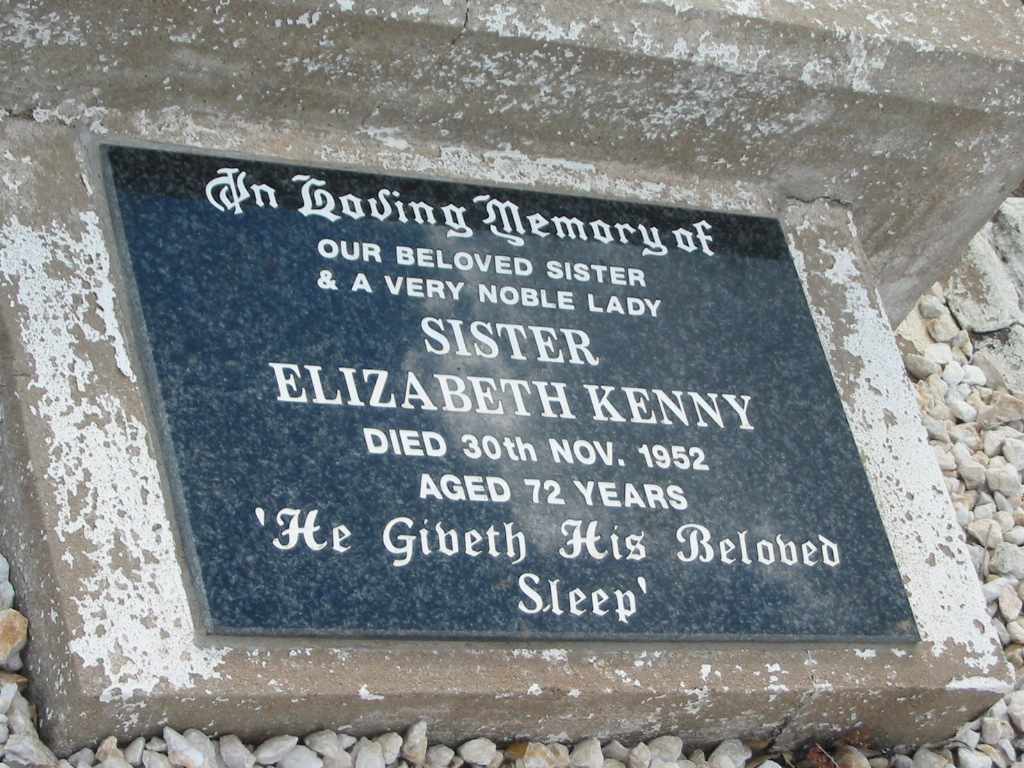
Надгробие